# Amy LePeilbet
Amy LePeilbet, född den 12 mars 1982 i Spokane, Washington, är en amerikansk fotbollsspelare som tog OS-guld i damfotbollsturneringen vid de olympiska fotbollsturneringarna 2012 i London. 